# Guillaume de Vaumesnil
Guillaume Le Boulanger, sieur de Vaumesnil, ou seulement Vaumesnil (également Vaumesny ou Vosmeny), est un luthiste français né vers 1525 et mort à Paris en 1611. 

## Biographie
Guillaume Le Boulanger, sieur de Vaumesnil, est né vers 1525.
Il est valet de chambre et luthiste de Charles IX entre 1560 et 1574. En 1575, il est impliqué dans une conjuration et emprisonné au château de Vincennes. Il passe alors au service de François, duc d'Anjou. 
En 1597, il est probablement au service de la duchesse de Bar. 
Les talents de musicien de Vaumesnil sont reconnus et notamment célébrés par Pierre de Ronsard, Étienne Jodelle, Guy Lefèvre de La Boderie, Du Perron, Marin Mersenne et César de Nostredame, qui le dit élève du luthiste italien Fabrizio Dentice. 
Il meurt à Paris en 1611. 
Comme compositeur, le Thesaurus harmonicus (1603) de Jean-Baptiste Besard comprend une fantaisie de Vaumesnil.  

## Réédition
- Œuvres pour luth, éd. par André Souris, Monique Rollin et Jean-Michel Vaccaro, in Corpus des luthistes français, Paris, CNRS, 1974.